# Мюллер, Петер (политик)
Петер Мюллер (нем. Peter Müller; род. 25 сентября 1955[…], Иллинген, Нойнкирхен) — государственный и политический деятель Германии. Член Христианско-демократического союза (ХДС). С 1999 по 2011 год занимал должность министра-председателя Саара, а в 2008/09 годах был председателем Бундесрата. В декабре 2011 года стал судьёй Конституционного суда Германии.

## Биография
После сдачи выпускных экзаменов в 1974 году в гимназии в Лебахе, стал изучать юриспруденцию и политику в Бонне и Саарбрюккене. Сдал два обязательных государственных экзамена по праву: первый в 1983 году, а второй в 1986 году. Затем до 1994 года работал судьей в окружном суде Саарбрюккена, а также научным сотрудником Саарского университета.
В 1995 году был избран председателем партии ХДС в Сааре. Также был частью неформальной внутренней группировки ХДС — «Jungen Wilden», а также «Andenpakt». В 1990 году стал членом ландтага Саара. С 1994 по 1999 год был председателем парламентской группы ХДС в ландтаге, что сделало его лидером оппозиции против правительства министра—председателя Оскара Лафонтена (1990—1998) и Райнхарда Климта (1998—1999). В этом качестве публично высказался против Ангелы Меркель и одобрил кандидатуру Эдмунда Штойбера от партии ХДС, чтобы бросить вызов действующему федеральному канцлеру Герхарду Шрёдеру на парламентских выборах 2002 года.
17 августа 2005 года кандидат в федеральные канцлеры Ангела Меркель назначила Петера Мюллера членом своего теневого кабинета в качестве будущего министра экономики и торговли. На парламентских выборах 2005 года стал кандидатом от ХСС в Сааре. Являлся частью команды ХДС/ХСС на переговорах с СДПГ по коалиционному соглашению, которое проложило путь к формированию первого правительства канцлера Ангелы Меркель. Однако, 26 ноября 2005 года он решил не вступать в должность депутата Бундестага.
После того, как ХДС получил на выборах 45,5 % голосов, Петер Мюллер стал министром-председателем Саара. 3 сентября 2004 года ХДС смог увеличил своё преимущество на парламентских выборах. В 2009 году он сформировал так называемую «ямайскую коалицию» с либеральными СвДП и Зелёными, прежде чем покинул должность в 2011 году, дав согласие на назначение в Конституционный суд Германии. В период с 2003 по 2007 год занимал должность уполномоченного Федеративной Республики Германия по делам культуры в соответствии с Договором о франко-германском сотрудничестве. За время его пребывания в должности в мае 2006 года был обнародован первый совместный франко-немецкий учебник истории, в работе над которыми принимали участие французские и немецкие авторы.
В преддверии европейских выборов 2014 года выразил особое мнение по поводу решения Второго сената о том, что трехпроцентный избирательный порог в законе, регулирующем европейские выборы, является неконституционным. Он утверждал, что возможность непрерывного функционирования Европейского парламента достаточно важна, чтобы оправдать вмешательство в принципы избирательного равенства и равных возможностей политических партий.
В 2018 году Второй сенат Федерального конституционного суда постановил, что он должен вынести решение по конституционной жалобе, направленной против запрета оказания помощи при самоубийстве (статья 217 Уголовного кодекса Германии) без участия Петера Мюллера на основании возможной предвзятости. Во время его пребывания на посту министра-председателя его правительство (безуспешно) представило в 2006 году законопроект, запрещающий оказание помощи при самоубийстве.

## Прочая активность
- Член попечительского совета Европейского фонда Шпейерского собора;
- Член попечительского совета «donum vitae»[9];
- Член президиума «Общества правовой политики» (GfR)[10];
- Член Профсоюза полиции[11];
- Член совета директоров «ZDF» (2007—2011);
- Бывший член попечительского совета «RAG-Stiftung» (2007—2011).